# Georg Fülbier
Georg Josef Fülbier (* 30. Juli 1895 in Knispel, Kreis Leobschütz, Provinz Schlesien; † nach 1937) war ein deutscher nationalsozialistischer Funktionär.

## Leben
Fülbier war Landwirt, trat zum 1. Oktober 1930 in die NSDAP ein (Mitgliedsnummer 331.123) und wurde Kreisleiter in Fraustadt.
1933/33 lief eine Untersuchung gegen ihn wegen übler Nachrede und Amtsanmaßung im Zusammenhang mit dem Verrat von Geschützen an die Ententekommission 1919–1920. Er war seit 1935 einer der 18 Preußischen Provinzialräte in den Provinzen Brandenburg und Grenzmark Posen-Westpreußen, der von Hermann Göring ernannt worden war. Er lebte zu diesem Zeitpunkt in Neuguth im Kreis Fraustadt.
1939 hatte er diesen Posten bereits wieder verloren.